# Boston Marathon 2000
De Boston Marathon 2000 werd gelopen op maandag 17 april 2000. Het was de 104e editie van de Boston Marathon. De Keniaan Elijah Lagat kwam als eerste over de streep in 2:09.47. De Keniaanse Catherine Ndereba won bij de vrouwen in 2:26.11.
In totaal finishten er 15.680 marathonlopers waarvan 10.207 mannen en 5473 vrouwen.

## Uitslagen

### mannen
| rang   | naam             | land | tijd    |
| ------ | ---------------- | ---- | ------- |
| Goud   | Elijah Lagat     | KEN  | 2:09.47 |
| Zilver | Gezahegne Abera  | ETH  | 2:09.47 |
| Brons  | Moses Tanui      | KEN  | 2:09.50 |
| 4      | Ondoro Osoro     | KEN  | 2:10.29 |
| 5      | David Busenei    | KEN  | 2:11.26 |
| 6      | John Kagwe       | KEN  | 2:12.26 |
| 7      | Laban Nkete      | RSA  | 2:12.30 |
| 8      | Joseph Chebet    | KEN  | 2:12.39 |
| 9      | Julius Rutto     | KEN  | 2:13.26 |
| 10     | Silvio Guerra    | ECU  | 2:14.18 |
| 11     | Alejandro Cruz   | MEX  | 2:15.09 |
| 12     | Michal Bartoszak | POL  | 2:15.24 |
| 13     | Jackson Kabiga   | KEN  | 2:16.13 |
| 14     | Makhosonke Fika  | RSA  | 2:16.27 |
| 15     | Ryoji Maeda      | JPN  | 2:17.04 |

### Vrouwen
| rang   | naam                | land | tijd    |
| ------ | ------------------- | ---- | ------- |
| Goud   | Catherine Ndereba   | KEN  | 2:26.11 |
| Zilver | Irina Bogacheva     | KGZ  | 2:26.27 |
| Brons  | Fatuma Roba         | ETH  | 2:26.27 |
| 4      | Anuța Cătună        | ROU  | 2:29.46 |
| 5      | Lornah Kiplagat     | KEN  | 2:30.12 |
| 6      | Dong-mei Ai         | CHN  | 2:30.18 |
| 7      | Ornella Ferrara     | ITA  | 2:30.20 |
| 8      | Sun Yingjie         | CHN  | 2:31.22 |
| 9      | Martha Tenorio      | ECU  | 2:31.49 |
| 10     | Elana Meyer         | RSA  | 2:32.09 |
| 11     | Firiya Sultanova    | RUS  | 2:32.21 |
| 12     | Renata Paradowska   | POL  | 2:33.45 |
| 13     | Gitte Karlshøj      | DEN  | 2:35.11 |
| 14     | Annemari Sandell    | FIN  | 2:35.12 |
| 15     | Tatyana Pozdniakova | UKR  | 2:35.43 |

1897 ·
1898 ·
1899 ·
1900 ·
1901 ·
1902 ·
1903 ·
1904 ·
1905 ·
1906 ·
1907 ·
1908 ·
1909 ·
1910 ·
1911 ·
1912 ·
1913 ·
1914 ·
1915 ·
1916 ·
1917 ·
1918 ·
1919 ·
1920 ·
1921 ·
1922 ·
1923 ·
1924 ·
1925 ·
1926 ·
1927 ·
1928 ·
1929 ·
1930 ·
1931 ·
1932 ·
1933 ·
1934 ·
1935 ·
1936 ·
1937 ·
1938 ·
1939 ·
1940 ·
1941 ·
1942 ·
1943 ·
1944 ·
1945 ·
1946 ·
1947 ·
1948 ·
1949 ·
1950 ·
1951 ·
1952 ·
1953 ·
1954 ·
1955 ·
1956 ·
1957 ·
1958 ·
1959 ·
1960 ·
1961 ·
1962 ·
1963 ·
1964 ·
1965 ·
1966 ·
1967 ·
1968 ·
1969 ·
1970 ·
1971 ·
1972 ·
1973 ·
1974 ·
1975 ·
1976 ·
1977 ·
1978 ·
1979 ·
1980 ·
1981 ·
1982 ·
1983 ·
1984 ·
1985 ·
1986 ·
1987 ·
1988 ·
1989 ·
1990 ·
1991 ·
1992 ·
1993 ·
1994 ·
1995 ·
1996 ·
1997 ·
1998 ·
1999 ·
2000 ·
2001 ·
2002 ·
2003 ·
2004 ·
2005 ·
2006 ·
2007 ·
2008 ·
2009 ·
2010 ·
2011 ·
2012 ·
2013 ·
2014 ·
2015 ·
2016 ·
2017 ·
2018 ·
2019 ·
2020 ·
2021 ·
2022